# مالکوم بیلی
مالکوم بیلی (انگلیسی: Malcolm Bailey; ۱۴ آوریل ۱۹۵۰ – ۱۴ نوامبر ۲۰۱۷) بازیکن فوتبال اهل بریتانیا بود.
از باشگاه‌هایی که در آن بازی کرده‌است می‌توان به باشگاه فوتبال نورتویچ ویکتوریا، باشگاه فوتبال پورت ویل، باشگاه فوتبال هاید، و باشگاه فوتبال آلترینچام اشاره کرد.